# NSU Lambretta
Die NSU Lambretta war eins der ersten Modelle des Anfang der 1950er-Jahre in Deutschland beginnenden Motorrollerbooms. Die NSU Motorenwerke bauten die Lambretta ab 1950 in Lizenz von Innocenti, Italien. Vorgestellt wurde sie auf der Frankfurter Frühjahrsmesse desselben Jahres. Der Lizenzvertrag, der NSU den Export der Roller untersagte, endete 1956; bis dahin waren 117.043 NSU-Lambrettas gebaut worden. Nachfolgerin wurde die anfangs äußerlich und technisch sehr ähnliche NSU Prima.

## Technik

### Motor und Getriebe
Die Lambretta hat einen luftgekühlten Einzylinder-Zweitaktmotor mit links eingebautem Gebläse. In der Ausführung von 1950 bis 1954 beträgt der Hubraum 123 cm³ (Bohrung 52 mm, Hub 58 mm), die Leistung 4,5 PS beziehungsweise 5,1 PS ab März 1951, und in der stärkeren Version 146 cm³ (Bohrung 57 mm, Hub 58 mm), die Leistung 6,2 PS. Die ersten Motoren bis 1953 wurden mit einem Kickstarter angelassen, die Modelle danach mit elektrischem Anlasser. Die erforderlichen Batterien sind in einem abschließbaren Fach an dem Beinschild des Rollers untergebracht. Rechts an den Motor sind eine Mehrscheibenkupplung und ein Dreiganggetriebe mit Magura-Drehgriffschaltung angesetzt. Die Kraft wird vom Motor über Zahnräder (Primärantrieb) zum Getriebe und über eine kurze Welle (in der Werbung als Kardanwelle bezeichnet) und Kegelräder an das Hinterrad übertragen (Sekundärantrieb).

### Fahrwerk
Die Lambretta hat einen Einrohr-Stahlrahmen mit tiefem Durchstieg. Im Gegensatz zu den ersten Lambrettas von Innocenti ist sie voll verkleidet. Die Karosserie sitzt auf Gummipuffern, um Geräusche möglichst auszuschließen. Innerhalb der Verkleidung ist zwischen Fahrer- und Soziussitz der Kraftstofftank eingebaut. Damit technische Teile leicht erreichbar sind, können die Seitenteile der Karosserie leicht abgenommen werden. Im rechten Seitenteil gibt es zusätzlich im Bereich von Zylinder und Vergaser eine Klappe, um den Benzinhahn zu öffnen oder zu schließen; Luftklappe und Kraftstofftupfer werden vom Armaturenbrett aus betätigt. Das Vorderrad wird von einer Kurzarmschwinge (zwei Schwinghebel) mit Schraubenfedern geführt, das Hinterrad an einem Schwingarm mit zwei Schraubendruckfedern und hydraulischem Stoßdämpfer. Die Räder sind untereinander austauschbar. Die Lambretta hat eine mechanisch betätigte Trommelbremse vorn und hinten.

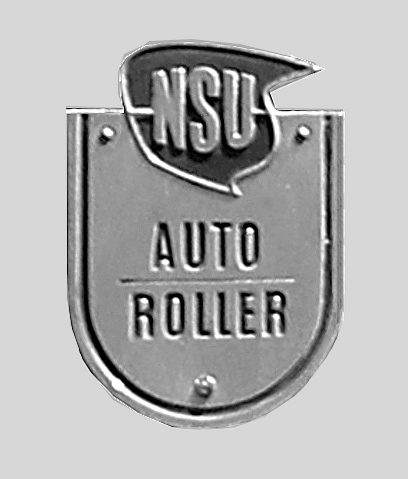
Plakette „Autoroller“

## Ausstattung
Die NSU Lambretta, in der Werbung auch „NSU-Autoroller“ genannt, hat serienmäßig zwei Schwingsättel, der vordere in Längsrichtung verschiebbar, um die Sitzposition an die Körpergröße des Fahrers anzupassen. Zur Ausstattung gehören ferner ein kleines Armaturenbrett mit Tachometer und Uhr (beide beleuchtet), abschließbarer Handschuhkasten, Gepäckhaken, Lenkschloss und Reserverad mit Radzierkappe.

## Technische Daten
|                          | Lambretta 125                                                          | Lambretta 150                                                          |
| ------------------------ | ---------------------------------------------------------------------- | ---------------------------------------------------------------------- |
| Baujahre                 | 1950–1954                                                              | 1954–1956                                                              |
| Motor                    | Gebläsegekühlter Einzylinder-Zweitaktmotor                             | Gebläsegekühlter Einzylinder-Zweitaktmotor                             |
| Steuerung                | Schlitzsteuerung                                                       | Schlitzsteuerung                                                       |
| Bohrung × Hub            | 52 × 58 mm                                                             | 57 × 58 mm                                                             |
| Hubraum                  | 123 cm³                                                                | 146 cm³                                                                |
| Verdichtung              | 6,0 : 1                                                                | 6,0 : 1                                                                |
| Leistung                 | 4,5 PS (3,3 kW) bei 4500/min, 5,1 PS ab März 1951                      | 6,2 PS (4,6 kW) bei 5200/min                                           |
| Vergaser                 | Einschiebervergaser Bing 1/16/18                                       | Einschiebervergaser Bing 1/20/22                                       |
| Schmierung               | Zweitaktgemisch 1 : 25                                                 | Zweitaktgemisch 1 : 25                                                 |
| Elektrische Anlage       | Magnetzündung                                                          | Batteriezündung                                                        |
| Bordspannung             | 6 V / 25 W                                                             | 6 V / 25 W                                                             |
| Getriebe                 | 3-Gang-Getriebe mit Drehgriffschaltung am Lenker                       | 3-Gang-Getriebe mit Drehgriffschaltung am Lenker                       |
| Kupplung                 | Mehrscheibenkupplung                                                   | Mehrscheibenkupplung                                                   |
| Endantrieb               | Kegelräder und Welle auf Hinterrad                                     | Kegelräder und Welle auf Hinterrad                                     |
| Rahmen                   | Einrohr-Stahlrahmen, Karosserie auf Gummipuffern                       | Einrohr-Stahlrahmen, Karosserie auf Gummipuffern                       |
| Maße (L × B × H)         | 1740 × 730 × 920 mm                                                    | 1830 × 740 × 950 mm                                                    |
| Radstand                 | 1230 mm                                                                | 1259 mm                                                                |
| Radaufhängung vorn       | Gezogene Kurzschwinge mit Schraubenfedern, ohne Stoßdämpfer            | Gezogene Kurzschwinge mit Schraubenfedern, ohne Stoßdämpfer            |
| Radaufhängung hinten     | Schwingarm mit zwei Schraubendruckfedern und hydraulischem Stoßdämpfer | Schwingarm mit zwei Schraubendruckfedern und hydraulischem Stoßdämpfer |
| Bereifung                | 4,00 × 8″                                                              | 4,00 × 8″                                                              |
| Bremse vorn und hinten   | Trommelbremse                                                          | Trommelbremse                                                          |
| Leergewicht              | 100 kg (mit Kickstarter), 120 kg (mit elektr. Anlasser)                | 123 kg                                                                 |
| Zulässiges Gesamtgewicht | 270 kg                                                                 | 295 kg                                                                 |
| Tankinhalt               | 6,3 l                                                                  | 7,3 l                                                                  |
| Höchstgeschwindigkeit    | 70–75 km/h                                                             | 81 km/h                                                                |
| Bergsteigefähigkeit      | k. A.                                                                  | 31,5 % (mit zwei Personen)                                             |
| Normverbrauch            | 2,2 l/100 km                                                           | 2,7 l/100 km                                                           |
| Preis                    | 1375,00 DM                                                             | 1595,00 DM                                                             |

## Motorsport
NSU hatte außer dem Lizenzvertrag für die Serien-Lambretta auch den Vertrag für eine Rennversion, die mit deutlich größeren Rädern und einem hinter dem Lenkkopf liegenden Tank jedoch kaum Ähnlichkeit mit einem Motorroller hatte. Der Tank ermöglichte es, wie auf einem Motorrad mit Knieschluss zu fahren. NSU setzte diese Renn-Lambretta mit dem italienischen Fahrer Romolo Ferri und dem Deutschen Otto Daiker in wenigen Rennen und ohne den gewünschten Erfolg ein. Daiker gewann allerdings 1951 beim Dieburger Dreiecksrennen auf einer Renn-Lambretta die Klasse bis 125 cm³ mit einem Durchschnitt von 92,9 km/h.